# Аланко, Исмо
Исмо Куллерво Аланко (ˈismo ˈɑlɑŋko; 12 ноября 1960, Хельсинки, Финляндия) — популярный финский рок-музыкант и автор-исполнитель, яркий представитель финской рок-сцены c характерной манерой сценического поведения.

## Биография
Исмо Аланко родился в Хельсинки, но провёл детство и юность в Йоэнсуу, в Восточной Финляндии. Мать Исмо Аланко — советник просвещения и профессиональный чтец-декламатор, его отец был директором банка.
Исмо Аланко с детства увлекался прослушиванием записей художественного чтения литературных текстов, слушал в том числе и профессиональные мелодекламации своей матери, и это оказало серьезное влияние на его музыкальную карьеру. Аланко играл на виолончели, но бросил занятия через восемь лет, увлекшись рок-музыкой, и начал играть в рок-ансамблях. В возрасте пятнадцати лет Аланко стал писать музыку и сочинять к ней слова.
По окончании гимназии Исмо Аланко работал в Стокгольме, но на волне возрождения финского рока решил вернуться в Йоэнсуу, чтобы создать свой ансамбль. Его панк-группа «Hassisen kone» победила на национальном конкурсе финских рок-групп «Rock SM» в 1980 году. «Hassisen kone» распались после четвёртой пластинки, и в 1982 году Аланко создал новую группу под названием «Sielun Veljet». Эта группа стала одной из первых западных рок-групп, дававших концерты в СССР во время перестройки (1985, 1987). В 1990-е годы Аланко выпускал сольные альбомы и выступал с ансамблем «Ismo Alanko Säätiö». В 2000-е годы он играл в группе «Ismo Alanko Teholla».
Все братья и сестры Аланко сделали музыкальную карьеру: Петри Аланко — флейтист Симфонического оркестра финского радио, Сату Аланко-Раутамаа — скрипачка в Хельсинкском филармоническом оркестре. Илкка Аланко играет в популярном в Финляндии ансамбле «Neljä Ruusua».

## Награды
В багаже наград Исмо Аланко 16 золотых и 8 платиновых пластинок. Он также получил четыре премии «Emma» (высшая национальная музыкальная премия Финляндии).

## Дискография
Hassisen kone
- Täältä tullaan Venäjä (1980)
- Rumat sävelet (1981)
- Harsoinen teräs (1982)
- High Tension Wire (1982)

Sielun Veljet
- Sielun Veljet (1983,live)
- Hei soturit (1984)
- L’amourha (1985)
- Kuka teki huorin (1986)
- L’amourder: Shit-Hot (1987)
- Suomi — Finland (1988)
- Softwood Music Under Slow Pillars (1989)
- Musta laatikko (1991)
- Otteita Tuomari Nurmion laulukirjasta (2007)
- Kansan parissa 1 (2008, live)
- Kansan parissa 2 (2008, live)
- Kansan parissa 3 (2009, live)
- Kansan parissa 4 (2009, live)

Ismo Alanko
- Kun Suomi putos puusta (1990)
- Jäätyneitä lauluja (1993)
- Taiteilijaelämää (1995)
- Irti (1996)
- Maailmanlopun sushibaari (2013)

Ismo Alanko Säätiö
- Pulu (1998)
- Luonnossa (1999)
- Sisäinen solarium (2000)
- Hallanvaara (2002)
- Elävää musiikkia (2003)
- Minä ja pojat (2004)
- Ruuhkainen taivas (2006)

Ismo Alanko Teholla
- Blanco Spirituals (2008)
- Onnellisuus (2010)